# Asfalt ponaftowy
Asfalt ponaftowy – najcięższa frakcja po destylacji ropy naftowej. W zależności od przeróbek technologicznych, którym asfalt zostaje poddany, otrzymywany produkt dzieli się na podstawowe grupy:
- asfalt drogowy – stosowany do wykonywania nawierzchni drogowych asfaltowych (dywaniki asfaltowe) i asfalto-betonowych, remontu nawierzchni, spryskiwania świeżo wykonanych nawierzchni itp.
- asfalt izolacyjny – stosowany do wytwarzania mas potrzebnych przy produkcji papy, emulsji, lepików, kitów, mas do wykonywania powłokowych izolacji wodochronnych.